# زابایا
زابایا (انگلیسی: Zabaia) پادشاه دولت-شهر لارسا در خاور نزدیک باستان بود.وی از ۱۸۷۷ تا ۱۸۶۸ ق.م بر این شهر حکومت می‌کرد.وی از قوم عموری بود و فرزند سامیوم بود که پیش از وی پادشاه این شهر بود.